# Списък на реките в Кънектикът
Списъкът на реките в Кънектикът съдаржа списък с реките, течащи през щата Кънектикът, САЩ.
Всички реки в щата се вливат в Лонг Айлънд Саунд, Атлантически океан. Списъкът е по речни системи от изток на запад и съдържа по-големите реки на щата. Най-големите реки са Кънектикът, Темза и Хусатоник.

## По речни системи
- Поукатук
- Темза
  - Шетукет
    - Куинебауг
    - Уилимантик
- Ниантик
- Кънектикът
  - Скантик
  - Фармингтън
- Куинипиак
- Хусатоник
  - Ноугатук
  - Шипауг
- Пикуонок
- Саугатук

## По азбучен ред
- Куинебауг
- Куинипиак
- Кънектикът
- Ниантик
- Ноугатук
- Пикуонок
- Поукатук
- Саугатук
- Скантик
- Темза
- Уилимантик
- Фармингтън
- Хусатоник
- Шетукет
- Шипауг